# Junganjärvi
Junganjärvi är en sjö i Finland. Den ligger i kommunen Pihtipudas i landskapet Mellersta Finland, i den centrala delen av landet, 400 km norr om huvudstaden Helsingfors. Junganjärvi ligger 125 meter över havet. I omgivningarna runt Junganjärvi växer i huvudsak blandskog. Den är 3,8 meter djup. Arean är 34,1 hektar och strandlinjen är 2,64 kilometer lång. Sjön  ingår i Kymmene älvs huvudavrinningsområde. 